# Jarkko Ahola

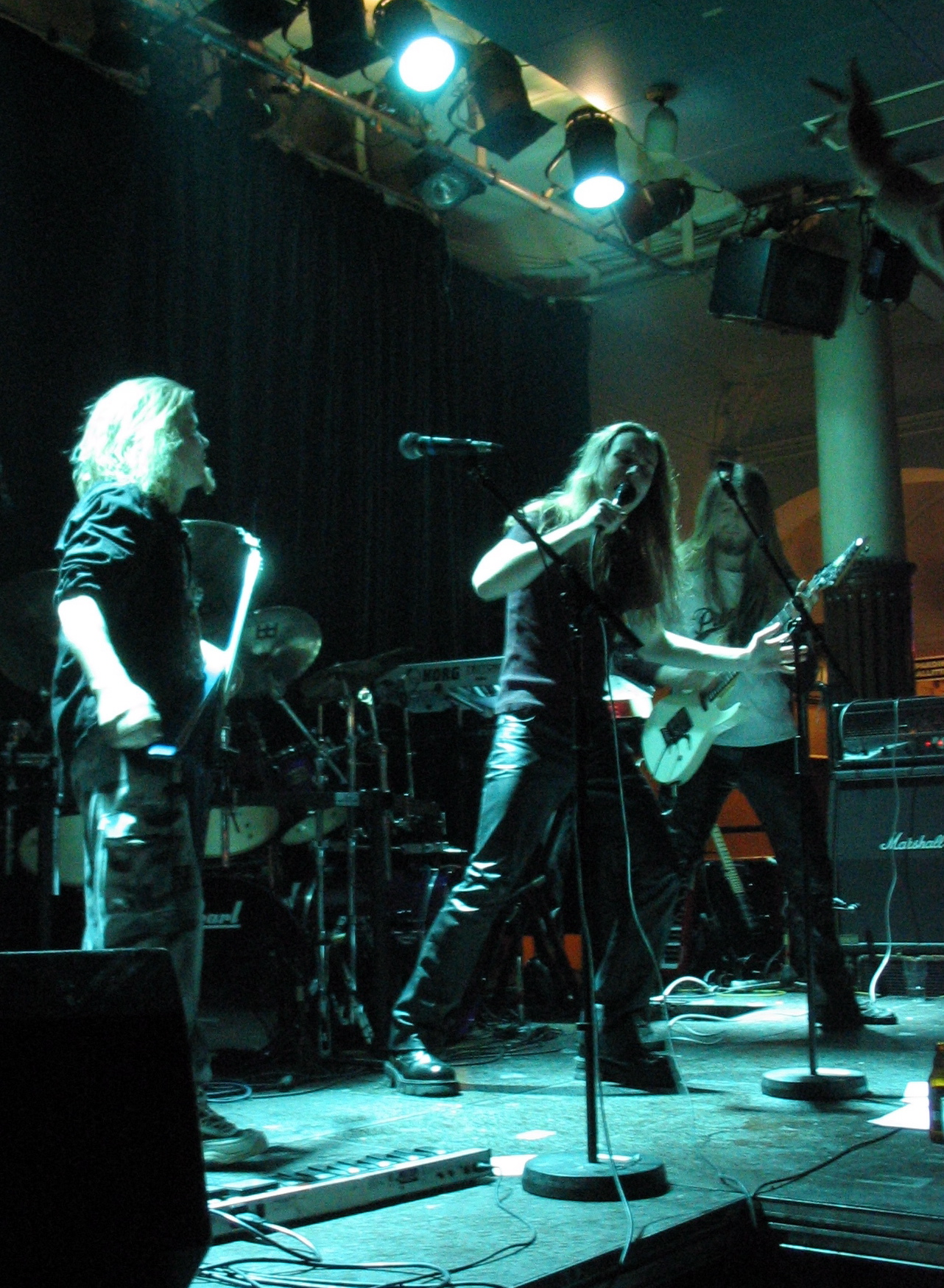
Jarkko Ahola 2004 mit Dreamtale

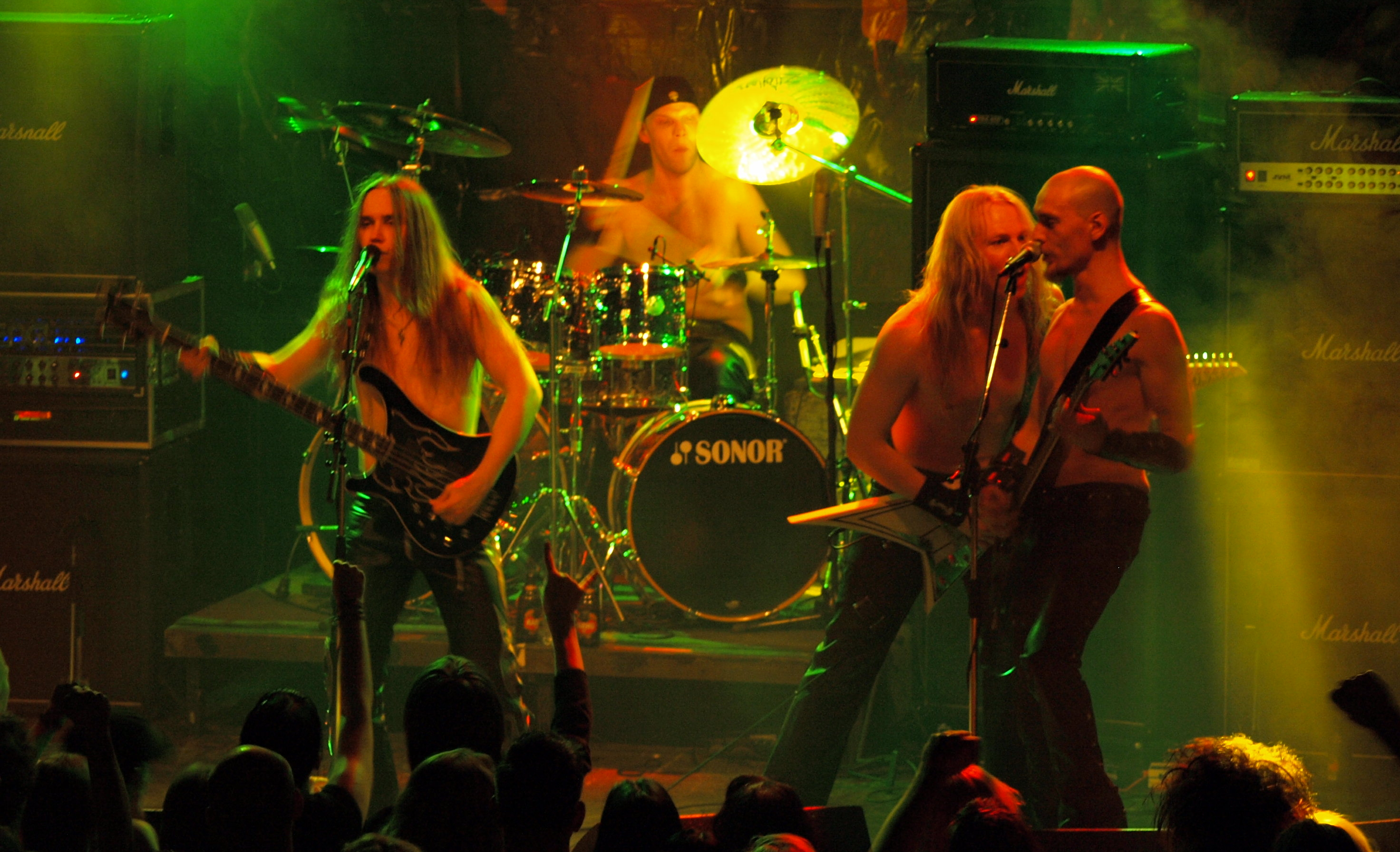
Jarkko Ahola 2008 mit Teräsbetoni

Jarkko Kalevi Ahola (* 24. August 1977 in Toijala) ist ein finnischer Musiker. Internationale Bekanntheit erlangte er vor allem durch seine Aktivität als Sänger und Bassist der True-Metal-Band Teräsbetoni. Außerdem war er Sänger bei der Power-Metal-Band Dreamtale. 2007 gründete er mit drei weiteren bekannten finnischen Sängern die Supergroup Northern Kings. Seit 2012 ist er sowohl als Solointerpret als auch als Kopf der Band Ahola erfolgreich.

## Biografie
Jarkko Ahola begann im Alter von 13 Jahren seine musikalische Laufbahn eigentlich am Schlagzeug. Da seiner ersten Band JVS aber ein Sänger fehlte, übernahm er den Gesangsposten. Nach einem Namenswechsel der Band auf Tribunes entstand noch ein Demo, dann löste sich die Band auf. Einige Monate später trat er auf Anregung seines Freundes Antti Mäkelä dessen von AC/DC inspirierten Band High Voltage als Sänger bei. Nach vier Demoaufnahmen fanden keine weiteren Bandaktivitäten mehr statt.
1996 gründete Ahola gemeinsam mit Ville Lehtinen (mittlerweile Ville Terämä), Kim Högberg und Tommi Takku die Band Bulldozer, späteres Mitglied war unter anderem Heikki Malmberg (Diablo). Bei Bulldozer schrieb Ahola zum ersten Mal auch einige eigene Lieder. Neben der Veröffentlichung von zwei Demos („Bulldozer“ und „Love/Hate“) trat die Band auch mehrmals live auf und gewann einen lokalen Wettbewerb. Etwa Ende 2000 löste sich die Band aus Zeitgründen und Personalproblemen auf.
Während der Aufnahmen zu „Love/Hate“ lernte Ahola den Toningenieur und Gitarristen Jami Katajisto kennen, mit dem er das akustische Duo Two gründete. Nach mehreren Auftritten wurde Two in eine Rockband umgewandelt, Heikki Ahonen als Schlagzeuger aufgenommen und Ahola übernahm zusätzlich zum Gesang auch den Bass. 2002 löste sich auch diese Band auf. Etwa parallel zur Gründung von Two schloss sich Jarkko Ahola wieder mit Antti Mäkela und einem weiteren Mitglied von High Voltage, Krisse Leppänen, zu einer Coverband namens Helmisetti zusammen. Auch Mäkelas Freundin Virpi Kamppuri übernahm zeitweise den Gesang. Helmisetti existiert noch, die Mitglieder treffen sich hin und wieder für ein paar Auftritte. Es folgte ein kurzes Gastspiel bei der Coverband Critical Mess, mit deren Bassisten Pate Laitinen er eine weitere Coverband X-tasy gründete, die vor allem Hardrock-Hits coverte, sich aber bald wieder auflöste. Ebenfalls 2002 entstand gemeinsam mit Ville Terämä und Heikki Ahonen die Band Cosmic Spell, die bisher eine Demoaufnahme erstellte und aufgrund diverser anderer Projekte der Bandmitglieder momentan pausiert.
Neben den diversen Bandprojekten startete Jarkko Ahola 2002 auch den Versuch einer Solokarriere. Im April 2002 veröffentlichte er sein erstes mit einigen Rockliedern versehenes Demo „Hold“, auf der er alle Instrumente selbst einspielte und einen Amiga 1200 als Drumcomputer verwendete. Sowohl die Aufnahmen als auch die nachfolgenden Schritte wie das Abmischen fanden zu Hause an seinem Computer statt. Im September 2002 veröffentlichte er das vom Hardrock der 1980er Jahre beeinflusste Demo „Blind“, wiederum vollständig in Eigenregie. Ein Jahr später brachte er schließlich noch das Demo „Down“ heraus, das Blues-Rock-Lieder enthielt und von David Coverdales Werken inspiriert war.
2003 erhielt Jarkko Ahola eine Anfrage der Power-Metal-Band Dreamtale, die einen neuen Sänger suchte. Mit Dreamtale nahm er deren drittes Studioalbum „Difference“ auf, das von Timo Tolkki produziert am 25. April 2005 bei Spinefarm Records erschien. Kurz nach der Veröffentlichung verließ er die Band wieder, um sich auf andere Projekte zu konzentrieren.
Zu diesen eigenen Projekten gehörte die True-Metal-Band Teräsbetoni, die er mit Arto Järvinen und Viljo Rantanen gegründet hatte. Mit dieser hatte er 2004 einen Plattenvertrag bei dem Major-Label Warner Music Group erhalten, wo 2005 das erste Album „Metallitotuus“ erschien, das auf Platz zwei der finnischen Albumcharts einstieg. Mit Teräsbetoni hat er mittlerweile drei Alben und mehrere Singles veröffentlicht, die sich alle auf hohen Chartpositionen wiederfanden und im Falle des ersten Albums sogar eine Platin-Schallplatte erhielten. Zudem nahm die Band an der finnischen Vorausscheidung zum Eurovision Song Contest teil und entschied diese für sich, weshalb Teräsbetoni Finnland beim Eurovision Song Contest 2008 in Belgrad mit dem Stück „Missä miehet ratsastaa“ vertrat.
2006 trat Jarkko Ahola dem Projekt Raskasta Joulua bei, bei dem von den Mitgliedern diverser bekannter finnischer Bands – unter anderem Marco Hietala, Tony Kakko, Tanya Kemppainen (Soulgrind, Ex-Lullacry), Alexi Laiho, Juha-Pekka Leppäluoto (Charon), Antony Parviainen (Machine Men), Janne Parviainen (Ensiferum), Lauri Porra, Sammy Salminen (Ancara), Kari Tornack (Thunderstone) – Weihnachtslieder vorgetragen werden. 2006 erschien bei Warner Music die zweite Projekt-Kompilation „Raskaampaa Joulua“, auf der Ahola die Lieder „Ilouutinen“ und „En etsi valtaa, loistoa“ singt.
Während einer der Touren zu Raskasta Joulua entstanden erste Pläne, gemeinsam mit Marco Hietala, Tony Kakko und Juha-Pekka Leppäluoto weitere Coveraufnahmen zu machen. 2007 gründeten die vier die Band Northern Kings, deren erstes Album „Reborn“ Coverversionen diverser Hits der 1980er-Jahre enthält.
Zu Weihnachten 2012 veröffentlichte Ahola sein erstes Soloalbum „Ave Maria“, das es in den finnischen Charts auf Platz 4 schaffte. Das Album enthält Weihnachtslieder wie „Stille Nacht, heilige Nacht“ und Interpretationen klassischer Stücke wie „Ave Maria“ und „Nessun dorma“.

## Diskografie
Solo
- 2012: Joulun Klassikot - Ave Maria
- 2014: Suojelusenkeli - Joulun klassikot 2
- 2016: Romanssi
- 2018: Mä Tuun Sun Loo
- 2019: Metallisydän
- 2023: Joulun rauhaa

mit der Band Ahola
- 2012: Stoneface
- 2014: Tug of War

mit Teräsbetoni
- 2005: Metallitotuus (dt. Metal-Wahrheit)
- 2006: Vaadimme metallia (dt. Wir wollen Metal)
- 2008: Myrskyntuoja (dt. Sturmbringer)
- 2010: Maailma Tarvitsee Sankareita (dt. Die Welt braucht Helden)

mit Northern Kings
- 2007: Reborn
- 2008: Rethroned

mit Dreamtale
- 2005: Difference